# Zurab Gigaszwili
Zurab Gigaszwili, gruz. ზურაბ გიგაშვილი (ur. 20 listopada 2001 w Tbilisi) – gruziński piłkarz występujący na pozycji obrońcy w czarnogórskim klubie OFK Mladost DG.

## Kariera klubowa
Wychowanek tureckich klubów Çayyoluspor i Ankaragücü. Karierę piłkarską rozpoczął w 2020 w drużynie juniorskiej FK Armawir, jednak w dorosłej drużynie nie zagrał żadnego meczu. 28 września 2000 roku przeniósł się do FK Tambow. 3 września 2021 przeszedł do Krywbasu Krzywy Róg. Z powodu braku występów w podstawowym składzie w grudniu 2021 otrzymał status wolnego agenta. Piłkarz wrócił do ojczyzny, a w lutym zasilił skład miejscowego SK Telawi. Latem 2023 podpisał kontrakt z czarnogórskim OFK Mladost DG.